# الدوري الفرنسي لكرة السلة الدرجة الثانية
الدوري الفرنسي لكرة السلة الدرجة الثانية (بالفرنسية: Championnat de France de basket-ball de Pro B)‏ هو دوري كرة سلة احترافي في فرنسا تأسس في سنة 1932. يلعب فيه 18 فريقا. من الفرق التي فازت به بي سي إم جرافيلين، شوليه باسكت، نادي ميلوز لكرة السلة، نادي موناكو لكرة السلة ولو مان سارت باسكت.

## وصلات خارجية
- الموقع الرسمي